# Associazione Sportiva Pro Piacenza 1919 2018-2019
Questa voce raccoglie le informazioni riguardanti l'Associazione Sportiva Pro Piacenza 1919 nelle competizioni ufficiali della stagione 2018-2019.

## Stagione
Nella stagione 2018-2019 il Pro Piacenza disputa il girone A del campionato di Serie C, ma viene esclusa dal campionato e radiata dalla FIGC dalla metà di febbraio per inadempienze, con relativo annullamento delle gare disputate nel girone di andata. Mentre le gare disputate e da disputare nel girone di ritorno sono state assegnate (3-0) agli avversari.
La stagione della Pro Piacenza è iniziata con l'arrivo del tecnico Giuliano Giannichedda e di Cristian Ledesma e Angelo Raffaele Nolé, anche sul campo inizia discretamente, ma si profilano presto all'orizzonte nere nubi, con ritardi nei pagamenti che mettono in allarme i tesserati. Pur tra mille difficoltà sembra che la società possa portare a termine la tormentata stagione, ma a metà febbraio il Pro Piacenza si presenta a Cuneo per disputare la 27ª giornata, con un organico non all'altezza della situazione, così il Giudice Sportivo delibera l'estromissione della Pro Piacenza dal campionato di Serie C, l'annullamento delle partite giocate nel girone di andata, ed il (3-0) a tavolino per quelle disputate nel girone di ritorno, e per quelle ancora da disputare. Il Tribunale di Piacenza ha dichiarato il 19 giugno 2019 il fallimento della Associazione Sportiva Pro Piacenza 1919.

## Divise e sponsor
Il fornitore tecnico per la stagione 2018-2019 è Mapsport, mentre gli sponsor ufficiali sono Sèleco e Unet, il cui marchio appare al centro delle divise, Solarday, sul retro sotto il numero di maglia e Corsiva, sui pantaloncini.
| Casa | Trasferta | Terza divisa |

## Rosa
| N. |                       | Ruolo | Calciatore              |
| -- | --------------------- | ----- | ----------------------- |
| 1  | Italia (bandiera)     | P     | Andrea Zaccagno         |
| 2  | Italia (bandiera)     | D     | Danilo Pasqualoni       |
| 3  | Italia (bandiera)     | D     | Christian Maldini       |
| 4  | Italia (bandiera)     | D     | Simone Giuliano         |
| 5  | Italia (bandiera)     | C     | Alessandro Quaini       |
| 6  | Montenegro (bandiera) | D     | Stefan Bajić            |
| 7  | Italia (bandiera)     | C     | Giulio Sanseverino      |
| 8  | Italia (bandiera)     | C     | Tommaso Gattoni         |
| 8  | Italia (bandiera)     | D     | Massimiliano Mangraviti |
| 9  | Italia (bandiera)     | D     | Valerio Nava            |
| 10 | Italia (bandiera)     | A     | Angelo Raffaele Nolé    |
| 11 | Italia (bandiera)     | A     | Filippo Scardina        |
| 12 | Italia (bandiera)     | P     | Vittorio Antonino       |
| 13 | Italia (bandiera)     | D     | Andrea Avella           |
| 14 | Italia (bandiera)     | C     | Simone Zola             |
| 16 | Italia (bandiera)     | C     | Giuseppe Sicurella      |
| 17 | Italia (bandiera)     | A     | Simone Milani           |

| N. |                    | Ruolo | Calciatore                  |
| -- | ------------------ | ----- | --------------------------- |
| 18 | Francia (bandiera) | C     | Sofiane Ahmed-Kadi          |
| 19 | Italia (bandiera)  | A     | Matteo Perrotti             |
| 20 | Italia (bandiera)  | D     | Dario Polverini             |
| 21 | Italia (bandiera)  | C     | Davide Poddie               |
| 22 | Italia (bandiera)  | P     | Riccardo Bertozzi           |
| 23 | Italia (bandiera)  | D     | Danilo Paparusso            |
| 23 | Italia (bandiera)  | D     | Andrea Zanchi               |
| 24 | Italia (bandiera)  | C     | Cristian Ledesma (capitano) |
| 25 | Italia (bandiera)  | C     | Lorenzo Remedi              |
| 27 | Italia (bandiera)  | D     | Adriano Esposito            |
| 28 | Italia (bandiera)  | C     | Luca Buongiorno             |
| 29 | Italia (bandiera)  | C     | Oliver Urso                 |
| 30 | Italia (bandiera)  | C     | Vincenzo Garofalo           |
| 31 | Italia (bandiera)  | A     | Emilio Volpicelli           |
| 32 | Italia (bandiera)  | D     | Sedrick Kalombo             |
| 33 | Italia (bandiera)  | D     | Mauro Belotti               |
| 35 | Italia (bandiera)  | C     | Federico Marchesi           |

## Calciomercato

### Sessione estiva(dal 01/07 al 31/08)
| Acquisti | Acquisti                | Acquisti          | Acquisti      |
| R.       | Nome                    | da                | Modalità      |
| -------- | ----------------------- | ----------------- | ------------- |
| P        | Vittorio Antonino       |                   | svincolato    |
| P        | Andrea Zaccagno         | Torino            | prestito      |
| D        | Andrea Avella           | Pomigliano        | prestito      |
| D        | Stefan Bajić            | Cremonese         | prestito      |
| D        | Renato Bussone          | Rieti             | svincolato    |
| D        | Lorenzo Costa           | Arconatese        | svincolato    |
| D        | Adriano Esposito        | L'Aquila          | svincolato    |
| D        | Antonio Ferrara         | Caronnese         | svincolato    |
| D        | Simone Giuliano         | Palermo           | prestito      |
| D        | Sedrick Kalombo         | Salernitana       | prestito      |
| D        | Christian Maldini       | Racing Fondi      | svincolato    |
| D        | Massimiliano Mangraviti | Brescia           | prestito      |
| D        | Valerio Nava            | Atalanta          | definitivo    |
| D        | Daniele Paparusso       | Racing Fondi      | svincolato    |
| D        | Danilo Pasqualoni       | Reggina           | prestito      |
| D        | Dario Polverini         | Racing Fondi      | svincolato    |
| D        | Andrea Zanchi           | Südtirol          | svincolato    |
| C        | Luca Buongiorno         |                   | svincolato    |
| C        | Vincenzo Garofalo       |                   | svincolato    |
| C        | Tommaso Gattoni         | Delta Porto Tolle | svincolato    |
| C        | Cristian Ledesma        |                   | svincolato    |
| C        | Federico Marchesi       | Lazio             | prestito      |
| C        | Matteo Perrotti         | Fiorenzuola       | fine prestito |
| C        | Davide Poddie           | Salernitana       | definitivo    |
| C        | Alessandro Quaini       | Genoa             | prestito      |
| C        | Lorenzo Remedi          | Gavorrano         | definitivo    |
| C        | Giulio Sanseverino      | Akragas           | svincolato    |
| C        | Giuseppe Sicurella      | Foggia            | prestito      |
| C        | Oliver Urso             | Salernitana       | prestito      |
| C        | Simone Zola             | Genoa             | prestito      |
| A        | Sofiane Ahmed-Kadi      | Salernitana       | prestito      |
| A        | Simone Milani           | Lupa Roma         | svincolato    |
| A        | Angelo Raffaele Nolé    | Racing Fondi      | svincolato    |
| A        | Antonio Piscicelli      | Sassuolo          | definitivo    |
| A        | Filippo Scardina        | Pro Vercelli      | definitivo    |
| A        | Emilio Volpicelli       | Salernitana       | prestito      |

| Cessioni | Cessioni               | Cessioni       | Cessioni      |
| R.       | Nome                   | a              | Modalità      |
| -------- | ---------------------- | -------------- | ------------- |
| P        | Stefano Gori           | Bari           | fine prestito |
| D        | Matteo Battistini      | Pro Patria     | svincolato    |
| D        | Nazzareno Belfasti     | Juventus       | fine prestito |
| D        | Renato Bussone         | Trastevere     | prestito      |
| D        | Andrea Calandra        | Bisceglie      | svincolato    |
| D        | Lorenzo Costa          | Latina         | prestito      |
| D        | Antonio Ferrara        | OltrepoVoghera | prestito      |
| D        | Michele Messina        | Atalanta       | fine prestito |
| D        | Daniele Paparusso      |                | svincolato    |
| D        | Lorenzo Paramatti      | Gubbio         | fine prestito |
| D        | Giacomo Ricci          | Parma          | fine prestito |
| C        | Jonathan Aspas         |                | svincolato    |
| C        | Gianluca Barba         | Pescara        | fine prestito |
| C        | Janis Cavagna          | Atalanta       | fine prestito |
| C        | Tommaso Gattoni        | Caronnese      | svincolato    |
| C        | Nicolas La Vigna       | Atalanta       | fine prestito |
| C        | Filippo Soresina       | OltrepoVoghera | prestito      |
| A        | Danilo Alessandro      | Cesena         | svincolato    |
| A        | Marco D'Amuri          | OltrepoVoghera | prestito      |
| A        | Yanik Frick            | Livorno        | fine prestito |
| A        | Ferdinando Mastroianni | Carpi          | fine prestito |
| A        | Riccardo Musetti       |                | svincolato    |
| A        | Ernesto Starita        | Cesena         | fine prestito |

### Operazioni successive alla sessione estiva
| Acquisti | Acquisti | Acquisti | Acquisti |
| R.       | Nome     | da       | Modalità |
| -------- | -------- | -------- | -------- |

| Cessioni | Cessioni          | Cessioni | Cessioni   |
| R.       | Nome              | a        | Modalità   |
| -------- | ----------------- | -------- | ---------- |
| P        | Vittorio Antonino |          | svincolato |
| D        | Adriano Esposito  |          | svincolato |

### Sessione invernale(dal 03/01 al 31/01)
| Acquisti | Acquisti      | Acquisti | Acquisti      |
| R.       | Nome          | da       | Modalità      |
| -------- | ------------- | -------- | ------------- |
| D        | Lorenzo Costa | Latina   | fine prestito |

| Cessioni | Cessioni                | Cessioni      | Cessioni      |
| R.       | Nome                    | a             | Modalità      |
| -------- | ----------------------- | ------------- | ------------- |
| P        | Riccardo Bertozzi       | Arezzo        | svincolato    |
| P        | Andrea Zaccagno         | Torino        | fine prestito |
| D        | Stefan Bajić            | Cremonese     | fine prestito |
| D        | Lorenzo Costa           | Castiadas     | prestito      |
| D        | Simone Giuliano         | Palermo       | fine prestito |
| D        | Sedrick Kalombo         | Salernitana   | fine prestito |
| D        | Christian Maldini       | Fano          | svincolato    |
| D        | Massimiliano Mangraviti | Brescia       | fine prestito |
| D        | Valerio Nava            | Rimini        | svincolato    |
| D        | Danilo Pasqualoni       | Südtirol      | svincolato    |
| D        | Dario Polverini         | Virtus Verona | svincolato    |
| D        | Andrea Zanchi           | Rieti         | svincolato    |
| C        | Vincenzo Garofalo       | Salernitana   | svincolato    |
| C        | Federico Marchesi       | Lazio         | fine prestito |
| C        | Alessandro Quaini       | Genoa         | fine prestito |
| C        | Lorenzo Remedi          | Arezzo        | svincolato    |
| C        | Giuseppe Sicurella      | Foggia        | fine prestito |
| C        | Oliver Urso             | Salernitana   | fine prestito |
| C        | Simone Zola             | Genoa         | fine prestito |
| A        | Simone Milani           | Castiadas     | svincolato    |
| A        | Angelo Raffaele Nolé    | Virtus Verona | svincolato    |
| A        | Filippo Scardina        | Fano          | svincolato    |
| A        | Emilio Volpicelli       | Salernitana   | fine prestito |

## Risultati

### Serie C
N.B. A seguito dell'esclusione della Pro Piacenza dal campionato, sono stati annullati tutti i risultati dalla 1ª alla 17ª giornata e persi a tavolino per 3-0 tutti quelli dalla 18ª giornata in poi (ma solamente quelli del girone di ritorno verranno inclusi nelle statistiche). 

#### Girone di andata
| Arbitro: | Saia (Palermo) |

|                   |           |                         |
| Nolé 90+6’ (rig.) | Marcatori | 80’ (rig.), 87’ Gliozzi |

| Arbitro: | D'Ascanio (Ancona) |

|                       |           |                                     |
| Bellazzini 71’ (rig.) | Marcatori | 57’ Scardina 60’ Nolé 68’ Sicurella |

| Arbitro: | Giordano (Novara) |

|                                                |           |                                          |
| Scardina 18’ Nolé 81’ (rig.) Terigi 90’ (aut.) | Marcatori | 9’ Latte Lath 52’ L. Vitiello 59’ Rovini |

| Arbitro: | Ayroldi (Molfetta) |

|  |           |                |
|  | Marcatori | 50’ C. Maldini |

| Arbitro: | Kumara (Verona) |

|  |           |                                          |
|  | Marcatori | 2’ (rig.) Nolé 26’ Zanchi 73’ Volpicelli |

| Piacenza 27 febbraio 2019, ore CET 6ª giornata | Pro Piacenza | – (non disputata) | Virtus Entella | Stadio Leonardo Garilli |

| Arbitro: | Vigile (Cosenza) |

|                                      |           |                |
| Masucci 24’, 48’ De Vitis 85’ (rig.) | Marcatori | 78’ Volpicelli |

| Arbitro: | Moriconi (Roma) |

|  |           |          |
|  | Marcatori | 64’ Bobb |

| Novara 5 marzo 2019, ore 20:30 CET 9ª giornata | Novara | – (non disputata) | Pro Piacenza | Stadio Silvio Vercelli |

| Arbitro: | Feliciani (Teramo) |

|  |           |                |
|  | Marcatori | 64’ Sorrentino |

| Arbitro: | Bitonti (Bologna) |

|                                          |           |          |
| Troiani 15’ Nicco 32’ Pesenti 75’ (rig.) | Marcatori | 12’ Nolé |

| Arbitro: | G. Miele (Nola) |

|                   |           |           |
| Scardina 20’, 86’ | Marcatori | 23’ Gucci |

| Arbitro: | Marotta (Sapri) |

|                |           |  |
| Martignago 66’ | Marcatori |  |

| Arbitro: | D. Miele (Torino) |

|  |           |                                                   |
|  | Marcatori | 15’ Maccarone 37’, 61’ Caccavallo 48’, 59’ Tavano |

| Arbitro: | Rossetti (Ancona) |

|                   |           |            |
| Pinzauti 70’, 77’ | Marcatori | 41’ Remedi |

| Arbitro: | Annaloro (Collegno) |

|                          |           |            |
| Nolé 57’ Sanseverino 70’ | Marcatori | 49’ Buglio |

| Arbitro: | Giordano (Novara) |

|                                   |           |  |
| Gatto 44’ (rig.), 90+6’ Sanna 90’ | Marcatori |  |

| Piacenza 23 dicembre 2018, ore 14:30 CET 18ª giornata | Pro Piacenza | 0 – 3 (a tavolino) | Pro Vercelli | Stadio Leonardo Garilli |

| Arbitro: | Nicoletti (Catanzaro) |

|                                      |           |  |
| Bunino 38’ Zanimacchia 43’ Touré 90’ | Marcatori |  |

#### Girone di ritorno
| Siena 30 dicembre 2018, ore 14:30 CET 20ª giornata | Siena | 3 – 0 (a tavolino) | Pro Piacenza | Stadio Artemio Franchi |

| Piacenza 20 gennaio 2019, ore CET 21ª giornata | Pro Piacenza | 0 – 3 (a tavolino) | Alessandria | Stadio Leonardo Garilli |

| Pistoia 23 gennaio 2019, ore CET 22ª giornata | Pistoiese | 3 – 0 (a tavolino) | Pro Piacenza | Stadio Marcello Melani |

| Piacenza 27 gennaio 2019, ore CET 23ª giornata | Pro Piacenza | 0 – 3 (a tavolino) | Olbia | Stadio Leonardo Garilli |

| Piacenza 3 febbraio 2019, ore CET 24ª giornata | Pro Piacenza | 0 – 3 (a tavolino) | Gozzano | Stadio Leonardo Garilli |

| Chiavari 10 febbraio 2019, ore CET 25ª giornata | Virtus Entella | 3 – 0 (a tavolino) | Pro Piacenza | Stadio comunale |

| Piacenza 13 febbraio 2019, ore CET 26ª giornata | Pro Piacenza | 0 – 3 (a tavolino) | Pisa | Stadio Leonardo Garilli |

| Cuneo 17 febbraio 2019, ore 14:30 CET 27ª giornata | Cuneo            | 3 – 0 (a tavolino) | Pro Piacenza | Stadio Fratelli Paschiero\| Arbitro: \| Repace (Perugia) \| |
| Arbitro:                                           | Repace (Perugia) |                    |              |                                                             |

| Piacenza 24 febbraio 2019, ore CET 28ª giornata | Pro Piacenza | 0 – 3 (a tavolino) | Novara | Stadio Leonardo Garilli |

| Lucca 3 marzo 2019, ore CET 29ª giornata | Lucchese | 3 – 0 (a tavolino) | Pro Piacenza | Stadio Porta Elisa |

| Piacenza 10 marzo 2019, ore CET 30ª giornata | Pro Piacenza | 0 – 3 (a tavolino) | Piacenza | Stadio Leonardo Garilli |

| Busto Arsizio 17 marzo 2019, ore CET 31ª giornata | Pro Patria | 3 – 0 (a tavolino) | Pro Piacenza | Stadio Carlo Speroni |

| Piacenza 24 marzo 2019, ore CET 32ª giornata | Pro Piacenza | 0 – 3 (a tavolino) | Albissola | Stadio Leonardo Garilli |

| Carrara 31 marzo 2019, ore CEST 33ª giornata | Carrarese | 3 – 0 (a tavolino) | Pro Piacenza | Stadio dei Marmi |

| Piacenza 7 aprile 2019, ore CEST 34ª giornata | Pro Piacenza | 0 – 3 (a tavolino) | Pontedera | Stadio Leonardo Garilli |

| Arezzo 14 aprile 2019, ore CEST 35ª giornata | Arezzo | 3 – 0 (a tavolino) | Pro Piacenza | Stadio Città di Arezzo |

| Piacenza 20 aprile 2019, ore CEST 36ª giornata | Pro Piacenza | 0 – 3 (a tavolino) | Arzachena | Stadio Leonardo Garilli |

| Vercelli 28 aprile 2019, ore CEST 37ª giornata | Pro Vercelli | 3 – 0 (a tavolino) | Pro Piacenza | Stadio Silvio Piola |

| Piacenza 5 maggio 2019, ore CEST 38ª giornata | Pro Piacenza | 0 – 3 (a tavolino) | Juventus U23 | Stadio Leonardo Garilli |

### Coppa Italia Serie C

#### Fase a gironi
| Arbitro: | Fiero (Pistoia) |

|                    |           |            |
| Manarin 17’ (aut.) | Marcatori | 67’ Fasolo |

| Arbitro: | Perenzoni (Rovereto) |

|                                  |           |                 |
| Grandolfo 69’ Momentè 82’ (rig.) | Marcatori | 36’ (rig.) Nolé |

## Statistiche

### Statistiche di squadra
| Competizione         | Punti   | In casa | In casa | In casa | In casa | In casa | In casa | In trasferta | In trasferta | In trasferta | In trasferta | In trasferta | In trasferta | Totale | Totale | Totale | Totale | Totale | Totale | DR  |
| Competizione         | Punti   | G       | V       | N       | P       | GF      | GS      | G            | V            | N            | P            | GF           | GS           | G      | V      | N      | P      | GF     | GS     | DR  |
| -------------------- | ------- | ------- | ------- | ------- | ------- | ------- | ------- | ------------ | ------------ | ------------ | ------------ | ------------ | ------------ | ------ | ------ | ------ | ------ | ------ | ------ | --- |
| Serie C              | 0 (-16) | 10      | 0       | 0       | 10      | 0       | 30      | 9            | 0            | 0            | 9            | 0            | 27           | 19     | 0      | 0      | 19     | 0      | 57     | -57 |
| Coppa Italia Serie C | -       | 1       | 0       | 1       | 0       | 1       | 1       | 1            | 0            | 0            | 1            | 1            | 2            | 2      | 0      | 1      | 1      | 2      | 3      | -1  |
| Totale               | -       | 11      | 0       | 1       | 10      | 1       | 31      | 10           | 0            | 0            | 10           | 1            | 29           | 21     | 0      | 1      | 20     | 2      | 60     | -58 |

### Andamento in campionato
| Giornata  | 1  | 2  | 3  | 4  | 5  | 6  | 7  | 8  | 9  | 10 | 11 | 12 | 13 | 14 | 15 | 16 | 17 | 18 | 19 | 20 | 21 | 22 | 23 | 24 | 25 | 26 | 27 | 28 | 29 | 30 | 31 | 32 | 33 | 34 | 35 | 36 | 37 | 38 |
| --------- | -- | -- | -- | -- | -- | -- | -- | -- | -- | -- | -- | -- | -- | -- | -- | -- | -- | -- | -- | -- | -- | -- | -- | -- | -- | -- | -- | -- | -- | -- | -- | -- | -- | -- | -- | -- | -- | -- |
| Luogo     | C  | T  | C  | T  | T  | C  | T  | C  | T  | C  | T  | C  | T  | C  | T  | C  | T  | C  | T  | T  | C  | T  | C  | C  | T  | C  | T  | C  | T  | C  | T  | C  | T  | C  | T  | C  | T  | C  |
| Risultato | ❌ | ❌ | ❌ | ❌ | ❌ | ❌ | ❌ | ❌ | ❌ | ❌ | ❌ | ❌ | ❌ | ❌ | ❌ | ❌ | ❌ | ❌ | ❌ | P  | P  | P  | P  | P  | P  | P  | P  | P  | P  | P  | P  | P  | P  | P  | P  | P  | P  | P  |
| Posizione | 15 | 4  | 4  | 3  | 2  | 20 | 6  | 8  | 20 | 12 | 15 | 12 | 15 | 17 | 17 | 14 | 16 | 16 | 16 | 20 | 20 | 20 | 20 | 20 | 20 | 20 | 20 | 20 | 20 | 20 | 20 | 20 | 20 | 20 | 20 | 20 | 20 | 20 |

Legenda:

Luogo: C = Casa; T = Trasferta. Risultato: R = Rinviata; V = Vittoria; N = Pareggio; P = Sconfitta.

### Statistiche dei giocatori
Sono in corsivo i calciatori che hanno lasciato la società a stagione in corso.
| Giocatore      | Serie C  | Serie C | Serie C     | Serie C    | Coppa Italia Serie C | Coppa Italia Serie C | Coppa Italia Serie C | Coppa Italia Serie C | Totale   | Totale | Totale      | Totale     |
| Giocatore      | Presenze | Reti    | Ammonizioni | Espulsioni | Presenze             | Reti                 | Ammonizioni          | Espulsioni           | Presenze | Reti   | Ammonizioni | Espulsioni |
| -------------- | -------- | ------- | ----------- | ---------- | -------------------- | -------------------- | -------------------- | -------------------- | -------- | ------ | ----------- | ---------- |
| S. Ahmed-Kadi  | 8        | 0       | 0           | 0          | 0                    | 0                    | 0                    | 0                    | 8        | 0      | 0           | 0          |
| V. Antonino    | 0        | 0       | 0           | 0          | 0                    | 0                    | 0                    | 0                    | 0        | 0      | 0           | 0          |
| A. Avella      | 0        | 0       | 0           | 0          | 0                    | 0                    | 0                    | 0                    | 0        | 0      | 0           | 0          |
| S. Bajić       | 0        | 0       | 0           | 0          | 1                    | 0                    | 0                    | 0                    | 1        | 0      | 0           | 0          |
| M. Belotti     | 5        | 0       | 1           | 0          | 2                    | 0                    | 1                    | 0                    | 7        | 0      | 2           | 0          |
| R. Bertozzi    | 7        | -15     | 2           | 0          | 1                    | -1                   | 0                    | 0                    | 8        | -16    | 2           | 0          |
| L. Buongiorno  | 4        | 0       | 0           | 0          | 0                    | 0                    | 0                    | 0                    | 4        | 0      | 0           | 0          |
| A. Esposito    | 0        | 0       | 0           | 0          | 0                    | 0                    | 0                    | 0                    | 0        | 0      | 0           | 0          |
| V. Garofalo    | 0        | 0       | 0           | 0          | 0                    | 0                    | 0                    | 0                    | 0        | 0      | 0           | 0          |
| T. Gattoni     | 0        | 0       | 0           | 0          | 1                    | 0                    | 1                    | 0                    | 1        | 0      | 1           | 0          |
| S. Giuliano    | 0        | 0       | 0           | 0          | 2                    | 0                    | 1                    | 0                    | 2        | 0      | 1           | 0          |
| S. Kalombo     | 15       | 0       | 4           | 0          | 1                    | 0                    | 1                    | 0                    | 16       | 0      | 5           | 0          |
| C.D. Ledesma   | 14       | 0       | 4           | 0          | 0                    | 0                    | 0                    | 0                    | 14       | 0      | 4           | 0          |
| C. Maldini     | 10       | 1       | 2           | 0          | 2                    | 0                    | 0                    | 0                    | 12       | 1      | 2           | 0          |
| M. Mangraviti  | 11       | 0       | 2           | 0          | 2                    | 0                    | 1                    | 0                    | 13       | 0      | 3           | 0          |
| F. Marchesi    | 4        | 0       | 1           | 0          | 0                    | 0                    | 0                    | 0                    | 4        | 0      | 1           | 0          |
| S. Milani      | 8        | 0       | 0           | 0          | 2                    | 0                    | 0                    | 0                    | 10       | 0      | 0           | 0          |
| V. Nava        | 14       | 0       | 1           | 0          | 1                    | 0                    | 0                    | 0                    | 15       | 0      | 1           | 0          |
| A. R. Nolé     | 14       | 6       | 1           | 0          | 2                    | 1                    | 0                    | 0                    | 16       | 7      | 1           | 0          |
| D. Paparusso   | 0        | 0       | 0           | 0          | 1                    | 0                    | 0                    | 0                    | 1        | 0      | 0           | 0          |
| D. Pasqualoni  | 14       | 0       | 1           | 2          | 0                    | 0                    | 0                    | 0                    | 14       | 0      | 1           | 2          |
| M. Perrotti    | 3        | 0       | 0           | 0          | 2                    | 0                    | 0                    | 0                    | 5        | 0      | 0           | 0          |
| A. Piscicelli  | 0        | 0       | 0           | 0          | 0                    | 0                    | 0                    | 0                    | 0        | 0      | 0           | 0          |
| D. Poddie      | 0        | 0       | 0           | 0          | 0                    | 0                    | 0                    | 0                    | 0        | 0      | 0           | 0          |
| D. Polverini   | 5        | 0       | 2           | 0          | 1                    | 0                    | 0                    | 0                    | 6        | 0      | 2           | 0          |
| A. Quaini      | 4        | 0       | 1           | 0          | 2                    | 0                    | 0                    | 0                    | 6        | 0      | 1           | 0          |
| L. Remedi      | 14       | 1       | 4           | 1          | 1                    | 0                    | 0                    | 0                    | 15       | 1      | 4           | 1          |
| G. Sanseverino | 12       | 1       | 1           | 0          | 1                    | 0                    | 0                    | 0                    | 13       | 1      | 1           | 0          |
| F. Scardina    | 15       | 4       | 0           | 0          | 2                    | 0                    | 0                    | 0                    | 17       | 4      | 0           | 0          |
| G. Sicurella   | 15       | 1       | 1           | 0          | 1                    | 0                    | 0                    | 0                    | 16       | 1      | 1           | 0          |
| O. Urso        | 2        | 0       | 0           | 0          | 0                    | 0                    | 0                    | 0                    | 2        | 0      | 0           | 0          |
| E. Volpicelli  | 11       | 2       | 0           | 0          | 0                    | 0                    | 0                    | 0                    | 11       | 2      | 0           | 0          |
| A. Zaccagno    | 8        | -12     | 1           | 0          | 1                    | -2                   | 0                    | 0                    | 9        | -14    | 1           | 0          |
| A. Zanchi      | 11       | 1       | 2           | 0          | 0                    | 0                    | 0                    | 0                    | 11       | 1      | 2           | 0          |
| S. Zola        | 0        | 0       | 0           | 0          | 1                    | 0                    | 0                    | 0                    | 1        | 0      | 0           | 0          |